# 塞佛里群島
塞佛里群島（英語：Saffery Islands）是南極洲的群島，位於葛拉漢地西岸，由英國探險隊繪入地圖，由英國南極名稱諮詢委員會命名，現時由南極條約體系管理。